# Revolta Albanesa de 1912
A Revolta Albanesa de 1912 (em albanês: Kryengritja e vitit 1912, "Revolta de 1912") foi a última revolta contra o domínio do Império Otomano na Albânia e durou de janeiro a agosto de 1912.    A revolta terminou quando o governo otomano concordou em atender às exigências dos rebeldes em 4 de setembro de 1912. Geralmente, os albaneses muçulmanos lutaram contra os otomanos, então governados pelo Comitê União e Progresso. 

## Prelúdio

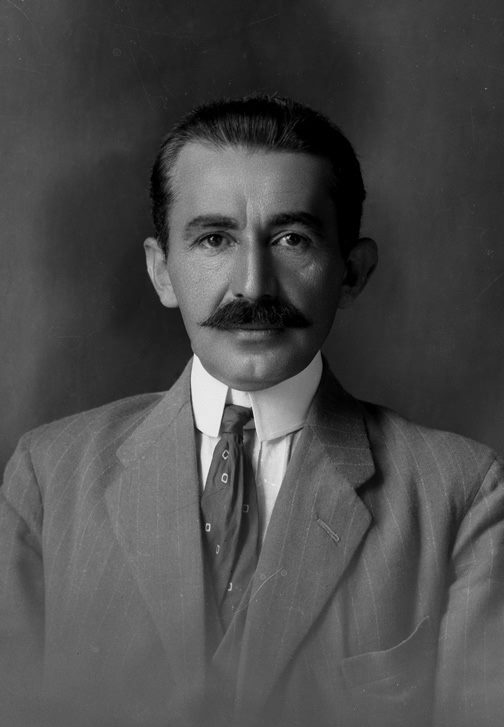
Hasan Pristina

As principais razões para todas essas revoltas foram as mudanças introduzidas pelo Comitê União e Progresso (CUP) para os albaneses, incluindo aumentos de impostos, recrutamento de albaneses no exército otomano e o desarmamento da população civil albanesa. 
Os albaneses não foram o único grupo a iniciar uma rebelião contra o governo do CUP. Houve insurgências na Síria e na Península Arábica. 
A primeira grande revolta albanesa em 1910, liderada por Isa Boletini e Idriz Seferi, foi apoiada pela Bulgária e Montenegro.  Após duas semanas de combates ferozes, os rebeldes albaneses e Isa Boletini retiraram-se para a região de Drenicë, enquanto Idriz Seferi retirou-se com os seus soldados restantes para a região de Karadak, onde continuou a sua resistência.  O sultão Maomé V visitou Pristina em junho de 1911 e declarou amnistia para todos aqueles que participaram da revolta, exceto aqueles que cometeram assassinatos.  Para acalmar a situação, o sultão introduziu uma série de concessões, incluindo: 
- A criação de escolas albanesas.
- O serviço militar será restrito ao território do Vilaiete de Kosovo.
- Suspensão de todo recrutamento e impostos por dois anos.
- Nomeação de funcionários governamentais que falam a língua albanesa.

No final de 1911, um grupo de membros albaneses, liderados por Ismail Qemali, iniciou um debate no parlamento otomano. Eles solicitaram direitos adicionais para os albaneses nas esferas cultural e administrativa. 
Em Janeiro de 1912, Hasan Prishtina, um deputado albanês no parlamento otomano, alertou publicamente os parlamentares de que a política do governo do CUP levaria a uma revolução na Albânia.  Depois desse discurso, Qemali propôs um encontro com Pristina. Eles se encontraram na mesma noite na casa de Pristina e concordaram em organizar uma revolta albanesa.  No dia seguinte, eles se encontraram no Pera Palace Hotel em Istambul com Mufid Bey Libohova, Essad Pasha Toptani, Aziz Pasha Vrioni e Syreja Bey Vlora. Eles concordaram em unir suas organizações e liderar a revolta albanesa. Posteriormente, eles fizeram um juramento sobre esta promessa em uma reunião na casa de Syreja Bey em Taxim. 

## Eventos
Foi decidido que Ismail Qemali deveria organizar a entrega de 15.000 rifles Mauser ao Vilaiete de Kosovo através do Reino de Montenegro.  Hassan Prishtina tentou obter o apoio da Bulgária propondo a criação de um estado albanês-macedônio a Pavlof, o deputado búlgaro, que o encontrou no Consulado Britânico em Skopje.  O cônsul britânico em Skopje prometeu que o Reino Unido daria um forte apoio aos albaneses. 
A revolta começou na parte ocidental do Vilaiete de Kosovo  e foi liderada por Hasan Pristina, Nexhip Draga, Bajram Curri, Riza bej Gjakova e outros.  Prishtina, que estava no Vilaiete do Kosovo durante a revolta, e Qemali, que estava na Europa reunindo armas e dinheiro e tentando conquistar a opinião pública europeia para a causa da revolta, mantiveram comunicação através do Consulado Britânico em Skopje.  Essad Pasha Toptani obrigou-se a organizar a revolta na Albânia Central e em Mirdita. 
Soldados e oficiais albaneses desertaram do serviço militar otomano e juntaram-se aos insurgentes.  

### Lista de reivindicações
Os rebeldes albaneses no Vilaiete de Kosovo exigiram uma série de ações da administração dos Jovens Turcos. Estas exigências foram impressas em jornais de emigrantes publicados na Bulgária em meados de Março de 1912, incluindo a nomeação de albaneses para a administração governamental, escolas com o albanês como meio de instrução e a restrição do recrutamento de albaneses no Exército Otomano para o Vilaiete do Kosovo. 
Os rebeldes albaneses estavam divididos; alguns apoiavam o governo do CUP, outros o Partido da Liberdade e do Acordo, enquanto alguns até desejavam retornar à autocracia de Abdulamide II. 
Em 9 de agosto de 1912, os rebeldes albaneses apresentaram uma nova lista de reivindicações (a chamada lista dos Catorze Pontos), relacionada com um hipotético Vilaiete da Albânia, que pode ser resumida da seguinte forma: 
- um sistema autônomo de administração e justiça em quatro vilaietes povoados por albaneses (Vilaiete da Albânia)
- Os albaneses prestarão serviço militar apenas nos quatro vilaietes principalmente albaneses, exceto em tempos de guerra,
- emprego de funcionários que conhecessem a língua e os costumes locais (embora não necessariamente albaneses)
- novos liceus e escolas agrícolas nos distritos maiores
- reorganização e modernização das escolas religiosas e o uso da língua albanesa nas escolas seculares,
- liberdade de estabelecer escolas e sociedades privadas
- o desenvolvimento do comércio, da agricultura e das obras públicas
- amnistia geral para todos os albaneses envolvidos na revolta
- corte marcial dos oficiais otomanos que tentaram reprimir a revolta

O governo otomano pôs fim às revoltas albanesas aceitando todas as exigências (ignorando apenas a última) em 4 de setembro de 1912.  Pristina estava planejando iniciar outra revolta em três ou quatro meses e então declarar a independência da Albânia, mas a Primeira Guerra dos Balcãs estourou logo e destruiu seus planos. 

## Consequências
O sucesso da Revolta Albanesa e as notícias da Guerra Ítalo-Turca enviaram um forte sinal aos países vizinhos de que o Império Otomano era fraco.  Os membros da Liga dos Balcãs decidiram que não podiam desperdiçar uma oportunidade tão dourada para atacar um estado otomano enfraquecido.  A demonstração da fraqueza do Império Otomano e as promessas de autonomia albanesa ameaçaram as ambições sérvias de incorporação desses territórios ao seu domínio. O Reino da Sérvia se opôs ao plano para este estado albanês relativamente grande (cujos territórios são agora considerados parte do conceito de Grande Albânia), preferindo uma partição do território europeu do Império Otomano entre os quatro aliados dos Balcãs.